# Noora Niasari
Noora Niasari (nacida en Teherán) es una directora y guionista iraní - australiana.
Se radicó en Melbourne (Australia).

## Biografía
Niasari estudió arquitectura, su interés por el cine se desarrollaría más tarde. Viajó por todo el mundo; realizó documentales en Gales, Líbano y Chile, donde realizó Casa Antúnez, una película que explora el significado de "hogar" tras el Terremoto de Chile de 2010, nominada al premio Nuevos Talentos en el Sheffield Doc/Fest de 2017.
Su primer largometraje de ficción, Shayda, protagonizado por Zar Amir Ebrahimi y producido por Cate Blanchett, se estrenó en la sección  World Dramatic Competition del Festival de Sundance 2023, donde ganó el Premio del Público.

## Filmografía
- Casa Antúnez (2017)
- Shayda (2023)